# Анно, Моёко
Моёко Анно (яп. 安野 モヨコ Anno Moyoco, род. 26 марта 1971 года) — японская мангака, сценаристка и писательница с многочисленными книгами, изданными в обеих категориях. С 2002 года замужем за режиссёром Хидэаки Анно.

## Работа
Хотя она в основном пишет манги в жанре дзёсэй, её наиболее популярная серия, Sugar Sugar Rune, предназначена для девочек в начальной школе. За это в 2005 году Анно получила Премию манги Коданся в категории для детей. Другие значимые работы: Happy Mania, In Clothes Called Fat, Sakuran и Hataraki Man. В манге Insufficient Direction («Недостаточная режиссура») она показывает жизнь Хидэаки, который не может есть мясо и так и не повзрослел.
Нарисовала обложки альбома The world! EVAngelion JAZZ night ＝ The Tokyo III Jazz club ＝ (2014), сингла Ёко Такахаси Welcome to the stage! (2017) и сборника Shiro’s Ani-Songbook (2018). Участвовала в дизайне персонажей «Евангелион: 3.0+1.01: Как-то раз». Снялась в документальном фильме Goodbye All Evangelion ~1214 Days of Hideaki Anno~. В 2019—2022 годах, в ознаменование 30-летия дебюта, проходит выставка ANNORMAL, где представлено более 500 оригинальных рисунков Моёко с первых дней творчества.
В 2021 году поклонниками было отмечено сходство с Мари Илластриэс Макинами. Хотя Моёко это отрицала и заявляла, что чувствует себя некомфортно из-за подобного сравнения, не исключена вероятность того, что отношение Хидэаки Анно к жене оказало влияние на романтическое настроение «Евангелиона: 3.0+1.01». 8 марта 2022 года режиссёр ответил на вопросы пользователей Twitch во время юбилейной трансляции фильма, подчеркнув, что смотрел такие предположения и видео. По его словам, это всего лишь интерпретация и домыслы некоторых людей. Изображение Мари первоначально во многом являлось работой Кадзуи Цурумаки, который взял за основу FLCL, но со временем были внесены производственные изменения. Тем не менее версии зрителей имеют право на существование как бесплатное удовольствие. С другой стороны, Анно раздражает, когда люди выдают желаемое за действительное.
В 2023 году манга Ochibi-san получила аниме-адаптацию на канале NHK General TV.